# Автошлях Т 0214
Автошля́х Т 0214 — автомобільний шлях територіального значення у Вінницькій області. Пролягає територією Літинського та Жмеринського районів від перетину з E50 через Білозірку — Біликівці. Загальна довжина — 30,8 км.

## Маршрут
Автошлях проходить через такі населені пункти:
| Автошлях Т 0214   |           |
| Вінницька область |           |
| Літинський район  |           |
|                   | E50М12Р31 |
| Білозірка         |           |
| Бірків            |           |
|                   | E583М21   |
| Жмеринський район |           |
| Біликівці         | Т 0218    |